# PGC 68054
LEDA/PGC 68054 (NGC 7204A) ist eine Galaxie im Sternbild Piscis Austrinus am Südsternhimmel. Sie ist schätzungsweise 117 Millionen Lichtjahre von der Milchstraße entfernt. Gemeinsam mit NGC 7204 und LEDA 2801173  bildet sie ein enges wechselwirkendes Galaxientrio.

Im selben Himmelsareal befinden sich u. a. die Galaxien NGC 7201 und NGC 7203.